# (2548) Leloir
(2548) Leloir est un astéroïde de la ceinture principale d'astéroïdes.

## Description
(2548) Leloir est un astéroïde de la ceinture principale. Il fut découvert le 16 février 1975 à El Leoncito par l'Observatoire Félix-Aguilar. Il présente une orbite caractérisée par un demi-grand axe de 2,63 UA, une excentricité de 0,10 et une inclinaison de 18,1° par rapport à l'écliptique.

## Compléments